# Zapasy na Igrzyskach Imperium Brytyjskiego i Wspólnoty Brytyjskiej 1954

Zapasy na Igrzyskach Imperium Brytyjskiego i Wspólnoty Brytyjskiej w 1954, odbyły się w Vancouver.

## Mężczyźni

### Styl wolny
| Kat. wagowa |                     |                 |                   |
| ----------- | ------------------- | --------------- | ----------------- |
| 52 kg       | Louis Baise         | Fred Flannery   | Din Mohammad      |
| 57 kg       | Geoffrey Jameson    | Mohamad Amin    | Ian R.Epton       |
| 62 kg       | Abe Geldenhuys      | Herbie Hall     | John C.Armitt     |
| 67 kg       | Blondie Pienaar     | Ruby Leibovitch | Dick Garrard      |
| 73 kg       | Nicholaas H.Loubser | Abdul Rashid    | Ray Myland        |
| 79 kg       | Manie van Zyl       | James Christie  | Henry Kendall     |
| 87 kg       | Jan Theron          | Bob Steckle     | Daniel van Staden |
| plus87 kg   | Ken Richmond        | Keith Maltman   | –                 |

## Tabela medalowa
| Poz.    | Państwo                    |   |   |   | Łącznie |
| 1       | Związek Południowej Afryki | 6 | 0 | 0 | 6       |
| 2       | Anglia                     | 1 | 1 | 2 | 4       |
| 3       | Australia                  | 1 | 1 | 1 | 3       |
| 4       | Kanada                     | 0 | 4 | 0 | 4       |
| 5       | Pakistan                   | 0 | 2 | 1 | 3       |
| 6       | Nowa Zelandia              | 0 | 0 | 1 | 1       |
| 6       | Rodezja Południowa         | 0 | 0 | 1 | 1       |
| 6       | Rodezja Północna           | 0 | 0 | 1 | 1       |
| Łącznie | Łącznie                    | 8 | 8 | 7 | 23      |